# دوغلاس غوغ
دوغلاس غوغ (بالإنجليزية: Douglas Gough)‏ هو عالم فلك بريطاني، ولد في 8 فبراير 1941.